# Càlig
Càlig (IPA: [ˈka·litʃ]) és un municipi del País Valencià que es troba a la comarca del Baix Maestrat.

## Geografia
Situada en l'extrem septentrional del País Valencià, la vila de Càlig es troba damunt d'un pujol de 123 msnm. El terme municipal limita amb les viles de Sant Jordi, Vinaròs, Benicarló, Peníscola i Cervera del Maestrat, totes elles de la comarca del Baix Maestrat. S'accedix a esta localitat des de Castelló prenent l'AP-7 i després la CV-135.
El terme de Càlig està format per pujols amb pendents de vegades pronunciats i d'escasses planes obertes al mestral, vent fred procedent d'Aragó. El seu clima és d'hiverns suaus i estius calorosos. Les alçàries més representatives són les formades pels pujols de la Tossa (169 m) les Forques (185 m), la Somada (194 m) i el Mas d'en Vernet (204 m).
A causa d'esta singular distribució del terreny, en temps de pluges és normal la sortida de deus i petites zones pantanoses. També existixen al terme nombroses séquies per on es canalitzen les aigües. En el vessant nord, al costat mateix de la població, es troba el riu Sec o rambla de Cervera, que, procedent de la comarca dels Ports, arreplega les aigües torrencials i la dels barrancs que afluïxen a la seua llera.
La vegetació és la pròpia del paisatge de la zona mediterrània. Ací creixen el baladre, el margalló, el fenoll, el timonet, el romer, i la carrasca, entre una gran quantitat i varietat d'arbustos i plantes que li donen una fisonomia característica. No obstant això, la major part de les terres són de cultiu.

## Història
Històricament formava part del terme del castell de Cervera, i després es va integrar en la denominada batllia de Cervera. Per això, va pertànyer el seu senyoriu a l'Orde de l'Hospital des de 1234 fins a 1319, i a l'Orde de Montesa des d'est any fins al segle xix. Va ser la primera repoblació cristiana del terme efectuada pel gran Mestre hospitalari el 12 de juliol del 1234 juntament amb *Alí, un llogaret que no va arribar a consolidar-se. L'11 de gener de 1540 va ser erigida en vila independent. En 1649 va ser saquejada durant la guerra dels Segadors.

## Demografia
En 1646 tenia aproximadament uns 1.000 habitants.
| Evolució demogràfica (des de 1877) Censos de població | Evolució demogràfica (des de 1877) Censos de població | Evolució demogràfica (des de 1877) Censos de població |
| ----------------------------------------------------- | ----------------------------------------------------- | ----------------------------------------------------- |
|                                                       |                                                       |                                                       |
|                                                       |                                                       |                                                       |
|                                                       | Font: Institut Nacional d'Estadística                 |                                                       |

| Població | 1.744 | 1.772 | 1.733 | 1.808 | 1.721 | 1.647 | 1.963 | 2.023 | 2.170 | 2.198 | 2.217 | 2.236 | 2.231 | 2.130 |

## Política i administració

### Composició de la Corporació Municipal
El Ple de l'Ajuntament està format, des de 2019, per 9 regidors; abans en tenia 11. En les eleccions municipals de 26 de maig de 2019 foren elegits 6 regidors del Partit Socialista del País Valencià (PSPV-PSOE) i 3 del Partit Popular (PP).
| Eleccions municipals de 26 de maig de 2019 - Càlig                                                                             |                                          |                                     |                                     |        |          |          |
| Candidatura | Candidatura                              | Candidatura                         | Cap de llista                       | Vots   | Vots     | Regidors |
| | Partit Socialista del País Valencià-PSOE |                                     | Ernestina Borràs Bayarri            | 671    | 65,15%   | 6 ()     |
| | Partit Popular                           |                                     | Oscar Robles Collell                | 322    | 31,26%   | 3 (+1)   |
| | Altres candidatures                      |                                     |                                     | 25     | 2,43%    | 0 ( -3)  |
| | Vots en blanc                            |                                     |                                     | 12     | 1,17%    |          |
| Total vots vàlids i regidors                                                                                                   | Total vots vàlids i regidors             | Total vots vàlids i regidors        | Total vots vàlids i regidors        | 1.030  | 100 %    | 9 (-2)   |
| | Vots nuls                                | Vots nuls                           | Vots nuls                           | 51     | 4,72%    |          |
| Participació (vots vàlids més nuls)                                                                                            | Participació (vots vàlids més nuls)      | Participació (vots vàlids més nuls) | Participació (vots vàlids més nuls) | 1.081  | 72,89%** |          |
| Abstenció | Abstenció                                | Abstenció                           | Abstenció                           | 402*   | 27,11%** |          |
| Total cens electoral | Total cens electoral                     | Total cens electoral                | Total cens electoral                | 1.483* | 100 %**  |          |
| Alcaldessa: Ernestina Borràs Bayarri (PSPV) (15/06/2019) Per majoria absoluta dels vots dels regidors (6 vots de PSPV)         |                                          |                                     |                                     |        |          |          |
| Fonts: JEC, JEZ Vinaròs, M. Interior, Periòdic Ara. (* No són vots sinó electors. ** Percentatge respecte del cens electoral.) |                                          |                                     |                                     |        |          |          |

### Alcaldes

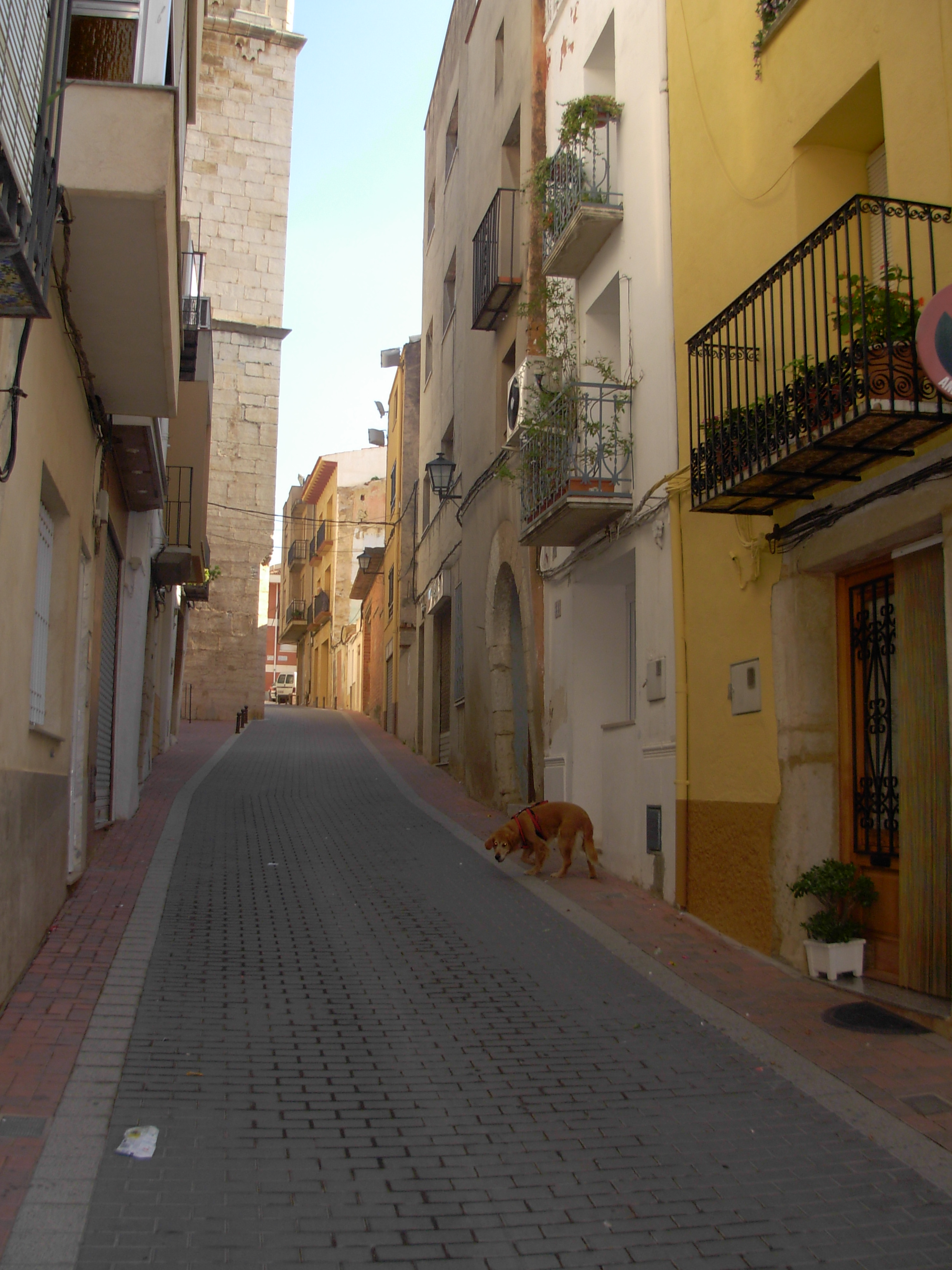
Carrer Major

Des de 2011 l'alcaldessa de Càlig és Ernestina Borràs Bayarri de Partit Socialista del País Valencià (PSPV-PSOE).
| Període                       | Alcalde o alcaldessa     | Partit polític | Data de possessió | Observacions |
| ----------------------------- | ------------------------ | -------------- | ----------------- | ------------ |
| 1979–1983                     | Agustí Mercé Castellano  | PSPV-PSOE      | 19/04/1979        | --           |
| 1983–1987                     | Agustí Mercé Castellano  | PSPV-PSOE      | 28/05/1983        | --           |
| 1987–1991                     | Agustí Mercé Castellano  | PSPV-PSOE      | 30/06/1987        | --           |
| 1991–1995                     | Manuel Anglés Anglés     | PSPV-PSOE      | 15/06/1991        | --           |
| 1995–1999                     | Manuel Anglés Anglés     | PSPV-PSOE      | 17/06/1995        | --           |
| 1999–2003                     | Manuel Anglés Anglés     | PSPV-PSOE      | 03/07/1999        | --           |
| 2003–2007                     | Manuel Anglés Anglés     | PSPV-PSOE      | 14/06/2003        | --           |
| 2007–2011                     | José Anglés Sans         | PP             | 16/06/2007        | --           |
| 2011–2015                     | Ernestina Borràs Bayarri | PSPV-PSOE      | 11/06/2011        | --           |
| 2015–2019                     | Ernestina Borràs Bayarri | PSPV-PSOE      | 13/06/2015        | --           |
| 2019-2023                     | Ernestina Borràs Bayarri | PSPV-PSOE      | 15/06/2019        | --           |
| Des de 2023                   | n/d                      | n/d            | 17/06/2023        | --           |
| Fonts: Generalitat Valenciana |                          |                |                   |              |

## Economia
El garrofer, l'olivera i l'ametler, tots ells cultius de secà, han sigut i són la producció bàsica i més important del camp calijó. No obstant això iniciada la dècada dels vuitanta, i a conseqüència de la troballa d'aigua subterrània, el paisatge encara que de forma gradual, ha anat transformant el seu aspecte, ja que nous cultius dedicats especialment a la producció d'hortalisses i en menor extensió tarongers i arbres fruiters.

## Monuments

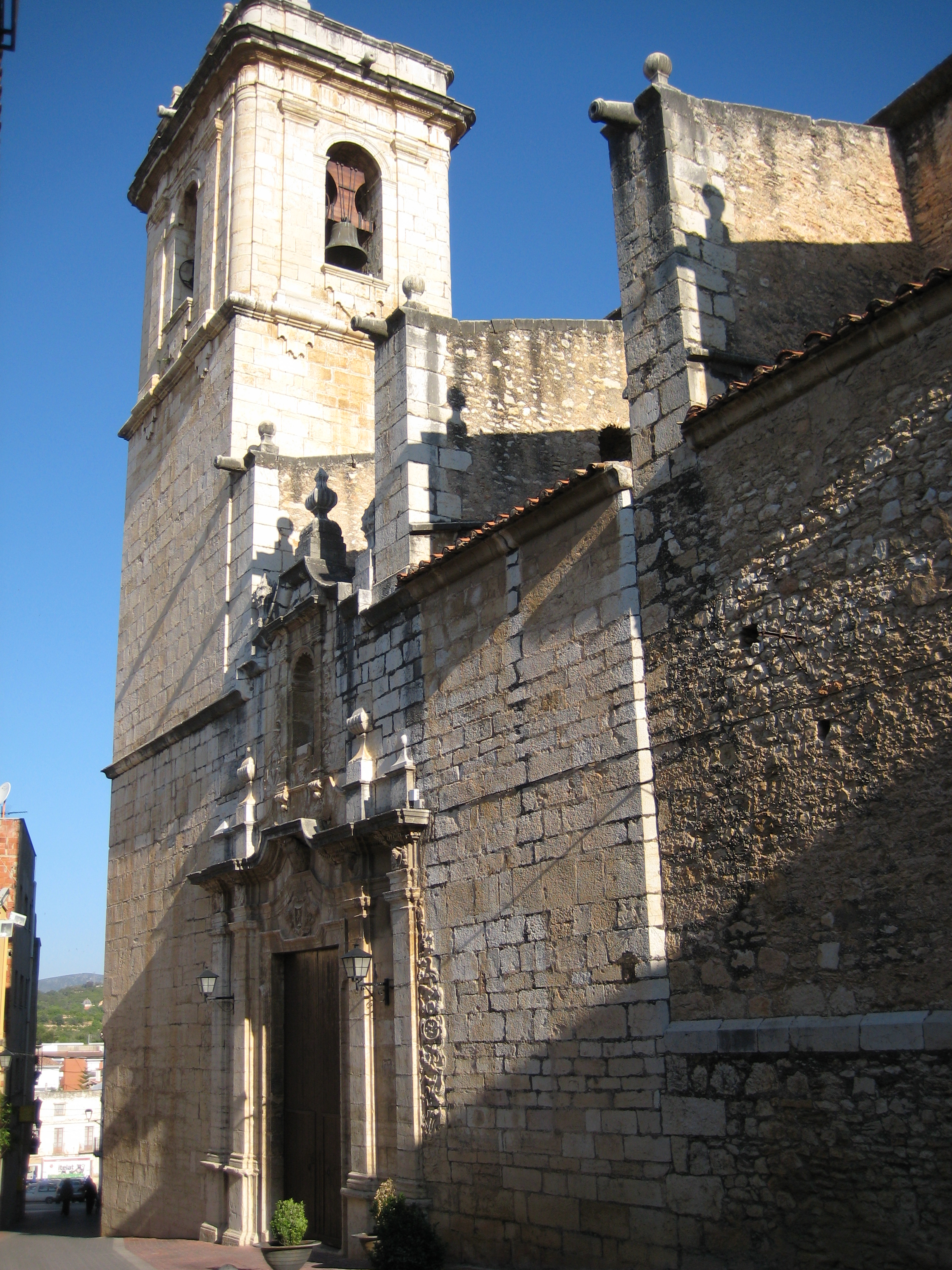
Església de Sant Llorenç

### Monuments religiosos
- Església de Sant Llorenç. Alçada en el segle xiv, va ser reconstruïda i ampliada entre 1619 i 1659, any en què es va donar definitivament per acabada, tot i que posteriorment se li van anar afegint tot un seguit de detalls, com són el retaule major (avui desaparegut), la portada principal (de l'any 1758) i el mural de la Mare de Déu del Socors el 1900, entre d'altres. La magnífica construcció de l'edifici parroquial és conseqüència del corrent renaixentista escampat arreu del nostre país, el qual sap combinar amb harmonia, però alhora amb austeritat, les tendències clàssiques. Com a resultat de la guerra de 1936-39, l'interior del temple va ser desposseït dels seus retaules i ornaments i va restar totalment buit. Serà en acabar esta contesa bèl·lica quan es comença una campanya per a afavorir la construcció de nous retaules, bona part d'estos obra del mestre Daniel Chillida, entre els quals cal destacar, per la seua rellevància en el traçat de les línies i grandesa de detalls, el que hi ha a l'altar major, datat el 1950 i dedicat a Sant Llorenç, patró de la vila.

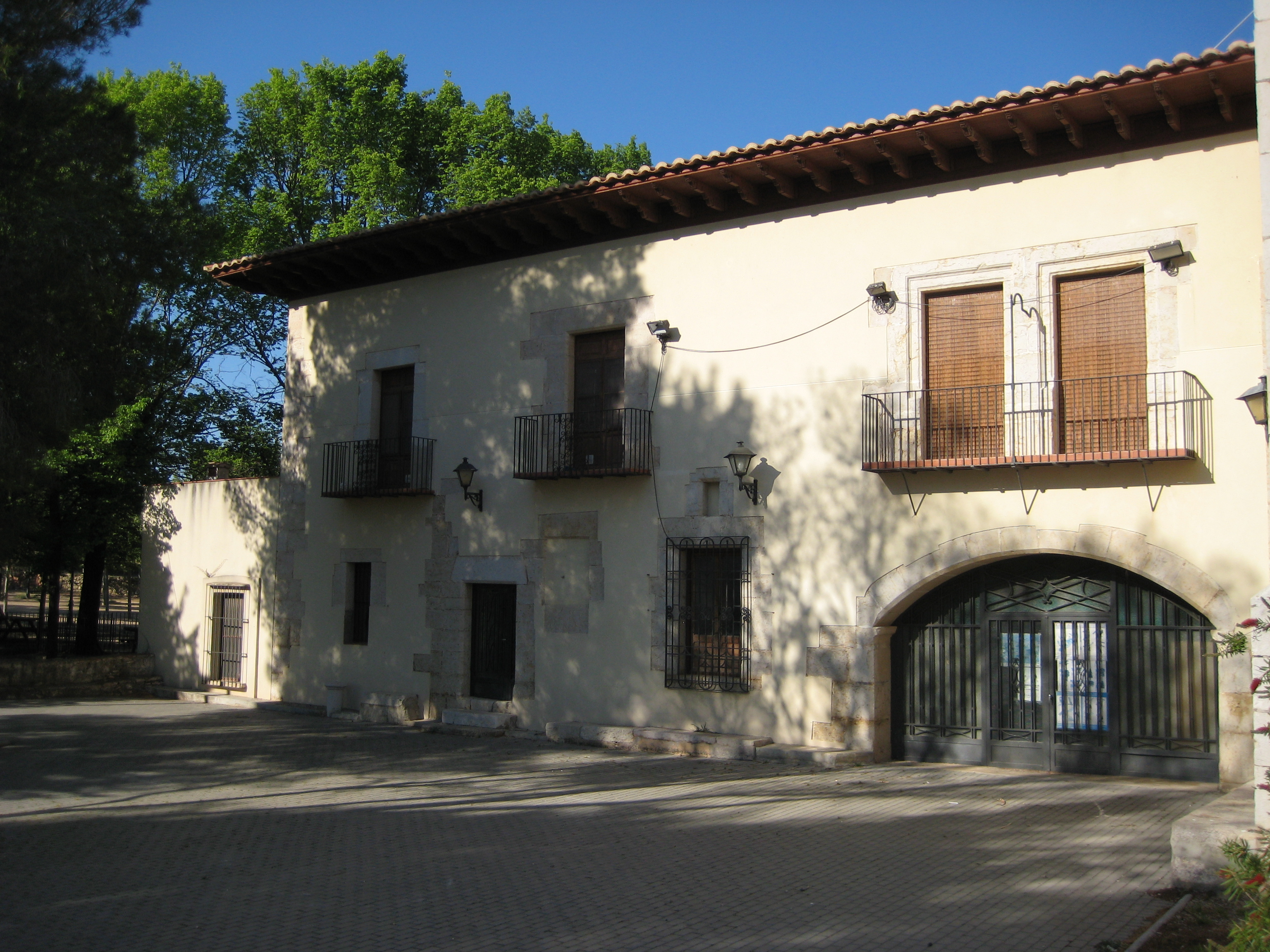
Hostatgeria de l'ermita de la Mare de Déu del Socors

- Ermita de la Mare de Déu del Socors. Situada a un quilòmetre de la població i situada en un saludable i atapeït paratge arbrat. El camí que hi porta és freqüentat per nombrosos vianants a l'estiu, que aprofiten l'ombra dels arbres en la caminada. El primer document escrit que fa referència a la vocació mariana del Socors a Càlig i l'existència d'un lloc destinat a ella està datat en 1582. De l'ermita primitiva es conserva una part de la construcció en el que avui és el bar, ja que el nou santuari es va construir en l'últim terç del segle xviii. L'edifici, d'estil neoclàssic amb esveltes palestres amb ornaments decoratius, acull en el seu interior frescs d'una gran bellesa colorista pintats pel morellà Joaquim Oliet en 1826. Dins del recinte ermità trobem l'hostal, amb dependències destinades a lloguer d'estiuejants, i el pati dels pous, a més d'altres serveis i zones d'esbarjo. L'última ermitanya dels Socors va ser la Masnouenca Praxedes Ribes Ripoll (esposa de Narcís Querol Pomada nadiu de Càlig) a qui el diari de Càlig va dedicar una portada.

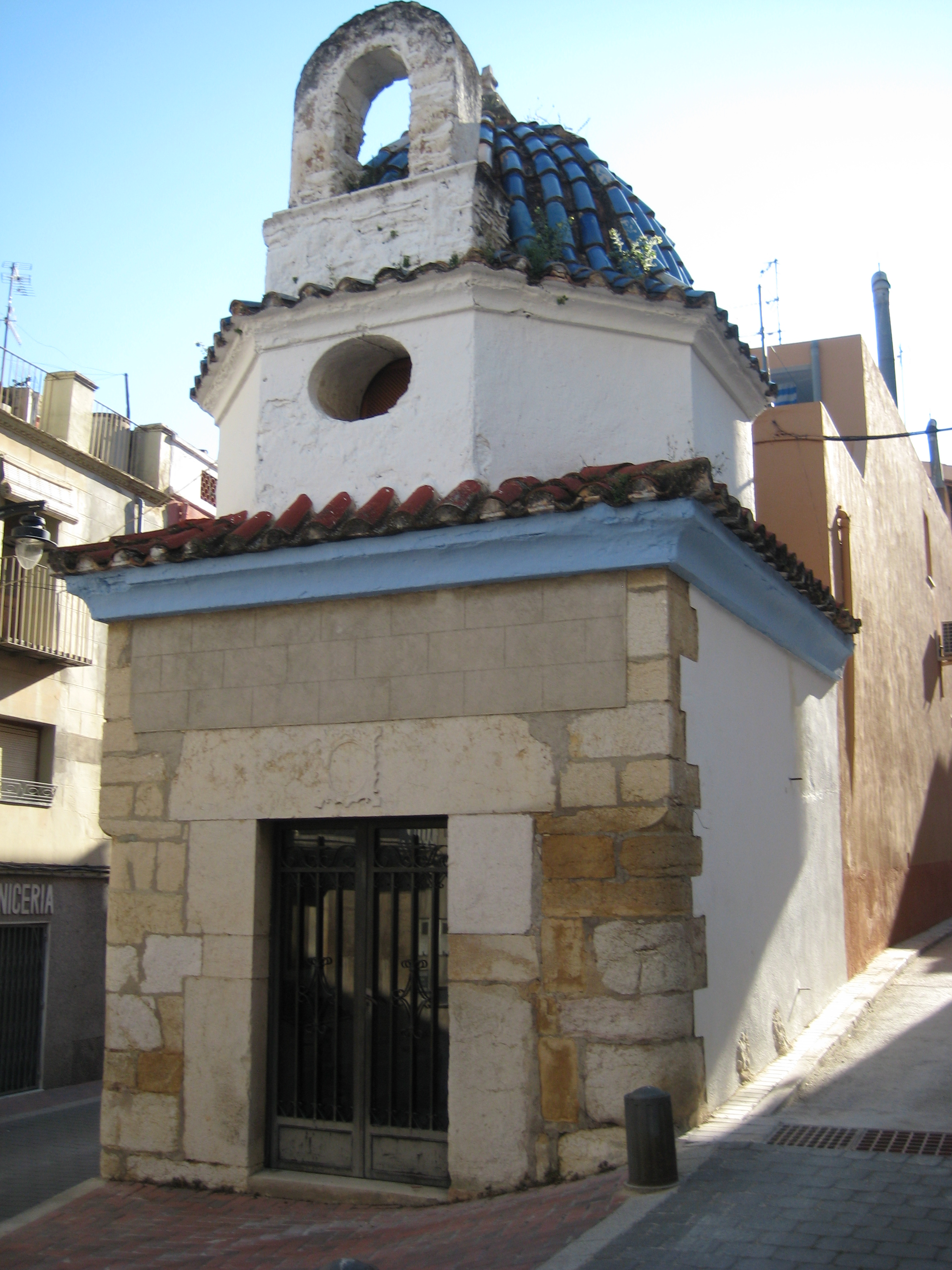
Capella de la Mare de Déu dels Desemparats

- Capella de la Mare de Déu dels Desemparats. Situada dins del nucli urbà i construïda a la fi del segle xviii, és l'única capella que ha romàs conservada de les quatre que havia dintre la població.

- Convent de la Santíssima Trinitat. Fundat al començament del passat segle per sor Margalida, la seua construcció bàsica forma partix de l'arquitectura popular, d'on sobresurt la façana treballada amb pedra ornamental. El convent és de clausura i està assistit per religioses de l'orde de les Trinitàries dedicades, entre altres activitats que els són pròpies, a la realització de labors. Últimament també es dediquen a la producció de llepolies. La seua església, petita, manté una estructura senzilla i acollidora, on hi ha un retaule, d'estil semblant als de la parroquial, i diverses pintures murals que fan referència a l'orde religiós.

- Capella de Sant Josep. Es troba a mig camí entre la vila i l'ermita del Socors. Va ser edificada el 1835.

### Monuments civils
- Nucli urbà. Les reformes i els enderrocaments successius d'habitatges particulars han afavorit un canvi important pel que fa a la fesomia externa de la població en les últimes dècades, marcat de vegades per les onades de prosperitat i de gustos en la construcció. A pesar d'això, s'hi conserva inalterat el traçat dels carrers i algunes portalades treballades amb carreu, sobretot al nucli vell de la vila.

- La Torre. La seua sòlida construcció, treballada amb pedra de carreu, ha patit al llarg del temps algunes modificacions importants i ha sigut utilitzada com a seu de l'Ajuntament, presó i magatzem, entre altres funcions.

- Centre de Cultura. Anteriorment Casal Municipal. El nou Centre de Cultura va ser inaugurat l'any 2001, però l'anterior, conegut també com a Centre Republicà, va ser construït durant la Segona República pels mateixos veïns i amb aportacions pròpies. En l'actualitat, la nova edificació ha servit per a dotar el poble d'un auditori, una sala de projecció amb una cabuda de 80 espectadors, una sala de reunions, una biblioteca, una sala d'ordinadors amb accés a internet, a més de despatxos per a les associacions de la població.

## Llocs d'interés
- Paratge del Socors. Amb un espai adequat per a realitzar acampades i activitats a l'aire lliure.
- Coll dels Forques.
- Rambla del riu Sec.
- Barranc del Surral.

## Festes locals
- Festes patronals. Se celebren a partir del 10 d'agost, dedicades a Sant Llorenç. Habitualment es realitzen al llarg de tota una setmana i estan plenes d'activitats lúdiques, esportives i culturals. Entre els actes més destacables cal esmentar el Pregó, la Proclamació de les Reines i Dames d'Honor, les carrosses, els balls de revetla, les cercaviles dels Nanos, el ball de la Dansa i els bous al carrer. Alguns d'estos espectacles són d'implantació recent; uns altres, en canvi, es troben fortament arrelats en la tradició popular.

- Festa i Fira del Socors. Té lloc el 6 de setembre. El dia de la Senyora dels Socors, la festa se celebra en l'ermita, encara que últimament hi ha un cert interés veïnal per allargar-la, ja que la vespra s'organitzen, en alguns carrers de la població, balls de revetla i sopar de germanor entre els veïns al bell mig del carrer. Amb tot, el dia de fira, el Socors s'ompli de calijons i de gent vinguda de fora vila que aprofiten la festa per a passar una bona dia comprant bijuteria i joguets a les diverses botiguetes que s'instal·len i participen del menjar de germanor que oferix en este dia l'Ajuntament.

- També se celebren altres dies festius, però que coincidixen amb els que es realitzen a la resta del país. Algunes d'estes festivitats són les fogueres de Sant Joan o la "lloa" a Sant Vicent.

## Gastronomia

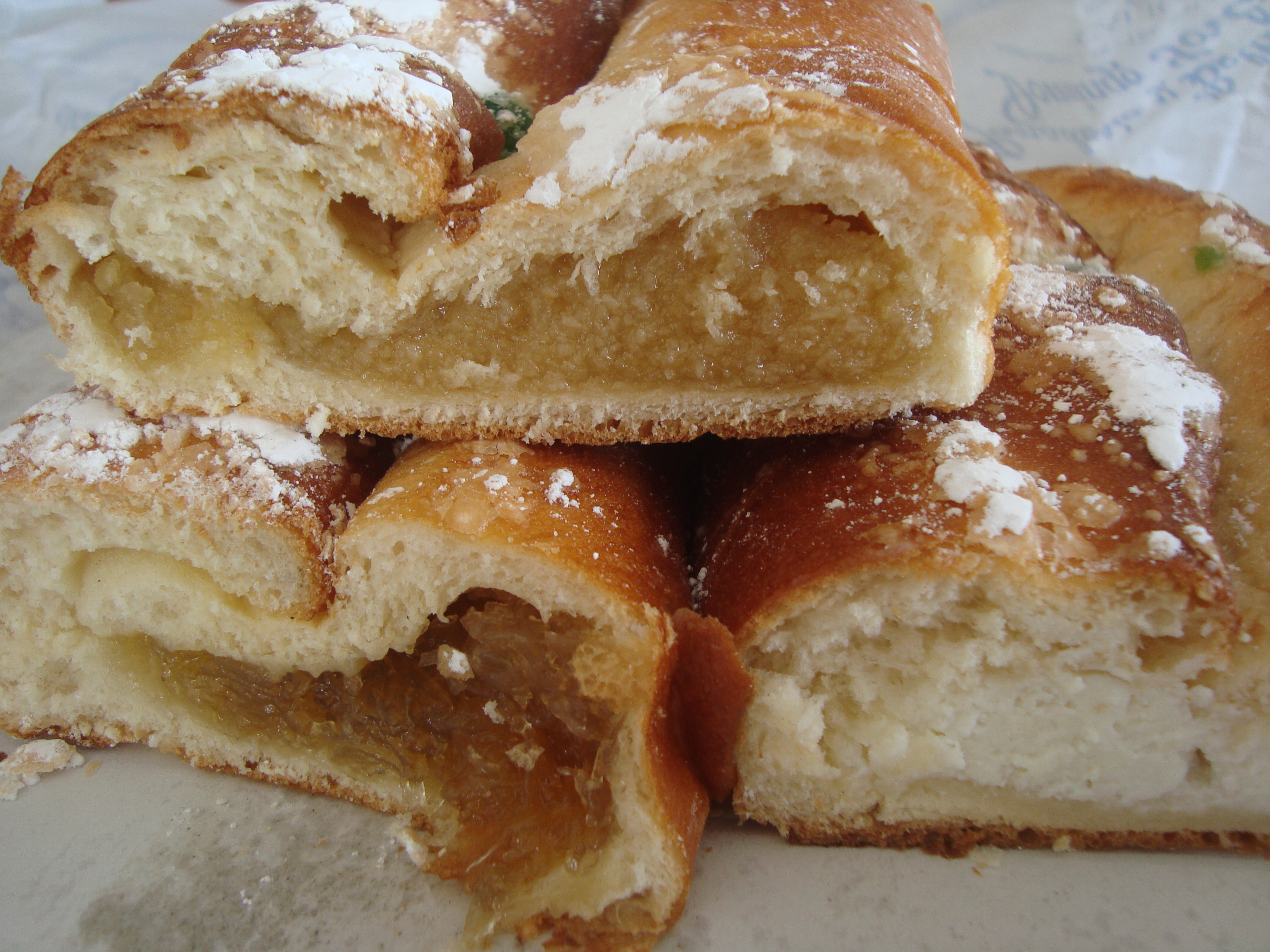
Farinoses dolçes de Càlig

La principal característica de la gastronomia calijona és el seu lligam amb les festes tradicionals: el rotllo de Sant Blai, primetes de Sant Antoni, farinoses mones de pasqua, prima de Santa Caterina i de Sant Nicolau i el massapà i torró de fira el Socors, als quals cal afegir els pastissets farcits de carabassa o de moniato i les famoses magdalenes de Càlig.
Entre els plats típics destaquen: l'olla barrejada, els guixassos, el caldo de rata, les sopes escaldades, l'arròs amb pilotes, les faves ofegades, el suquet de caragols, els sofregits i una extensa varietat de plats la base dels quals són els llegums.
La caça també forma part inseparable d'esta gastronomia, especialment els conills, amb els quals es preparen plats exquisits acompanyats amb allioli, amb all i julivert o amb un sofregit de tomaca i ceba.
El vi del Maestrat i les seues varietats, els xarops i licors de fruites (magranes i codony principalment) són les begudes que no podien faltar en una bona taula.